# Laven

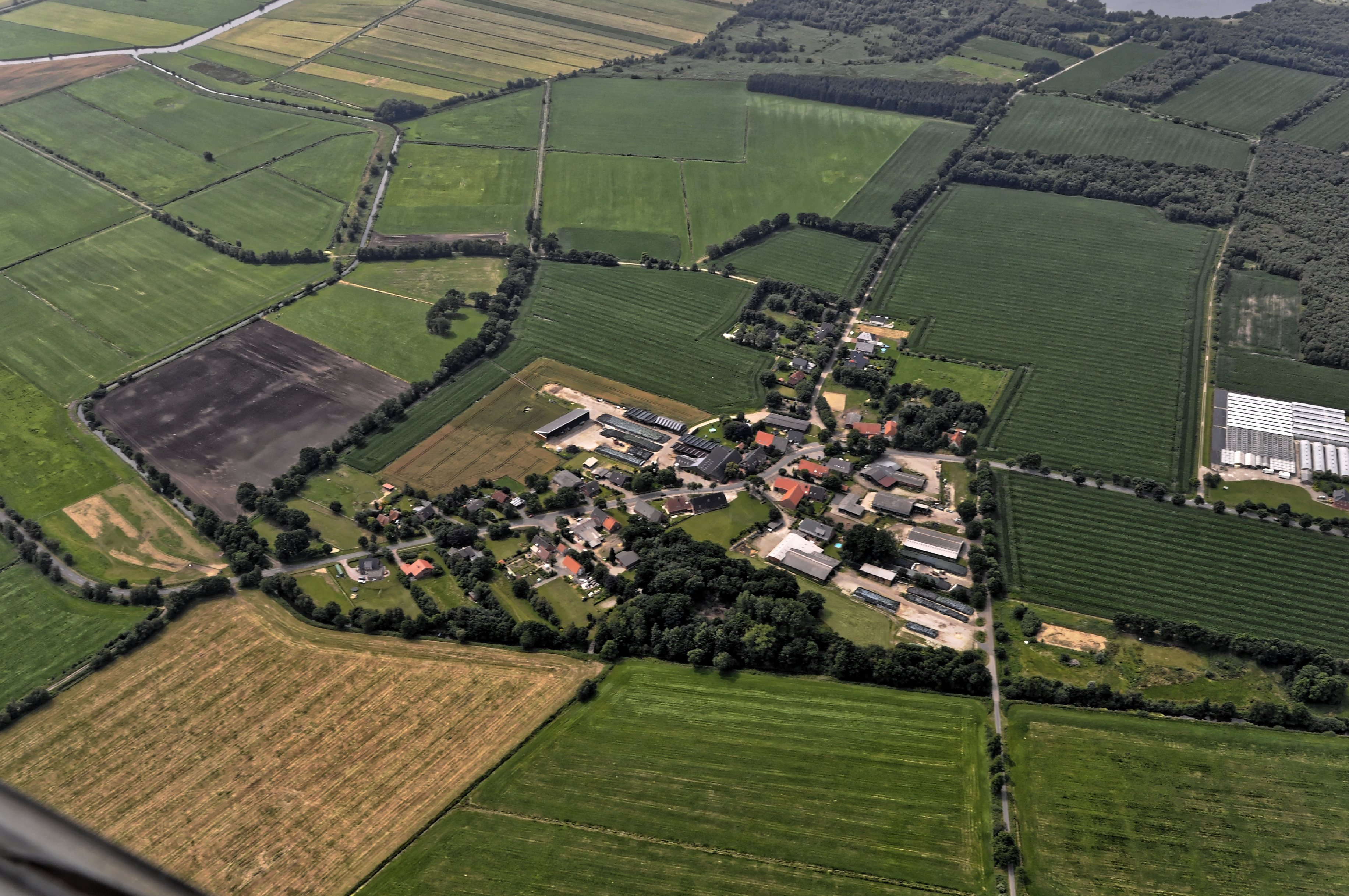
Laven von oben

Laven ist die kleinste Ortschaft in der Einheitsgemeinde Schiffdorf im niedersächsischen Landkreis Cuxhaven.

## Geografie

### Lage
Die Ortschaft Laven befindet sich im sich im Elbe-Weser-Dreieck nördlich der Geeste. Durch den Ort verläuft die Kreisstraße 61.

### Nachbarorte
|        |                                             | Wehden |
| Spaden | Kompassrose, die auf Nachbargemeinden zeigt |        |
|        | Bramel                                      |        |

(Quelle:)

## Geschichte
Laven gehört zur Kirchengemeinde Spaden. Das Dorf in der Börde Debstedt gehörte um 1768 zum Amt Bederkesa. Während der Franzosenzeit um 1810 war Laven ein Teil der Kommune Bremerlehe. Von 1852 bis 1885 gehörte das Dorf zum Amt Lehe und anschließend zu den Kreisen Lehe (1885–1932), Wesermünde (1932–1974) und Cuxhaven (seit 1977). Die Landgemeinde Laven wurde 1840 gebildet und 1876 die gleichnamige Gemarkung.

### Eingemeindungen
Im Zuge der Gebietsreform in Niedersachsen vom 1. März 1974 wurde Laven in die Einheitsgemeinde Schiffdorf eingemeindet.

### Einwohnerentwicklung
| Jahr | Einwohner | Quelle |
| ---- | --------- | ------ |
| 1910 | 69        | [ 5 ]  |
| 1925 | 79        | [ 6 ]  |
| 1933 | 73        | [ 6 ]  |
| 1939 | 70        | [ 6 ]  |
| 1950 | 1270      | [ 7 ]  |
| 1956 | 1010      | [ 7 ]  |
| 1961 | 81        | [ 8 ]  |

| Jahr | Einwohner | Quelle |
| ---- | --------- | ------ |
| 1970 | 081       | [ 8 ]  |
| 1973 | 081       | [ 9 ]  |
| 2007 | 094       | [ 10 ] |
| 2014 | 111       | [ 11 ] |
| 2017 | 115       | [ 12 ] |
| 2020 | 120       | [ 13 ] |
| 2022 | 143       | [ 2 ]  |

|  |

## Politik

### Gemeinderat und Bürgermeister
Auf kommunaler Ebene wird Laven vom Rat der Gemeinde Schiffdorf vertreten.

### Ortsvorsteherin
Die Ortsvorsteherin von Laven ist Karin Dreyer (parteilos). Die Amtszeit läuft von 2021 bis 2026.

### Wappen
Der Entwurf des Kommunalwappens von Laven stammt von dem Heraldiker und Wappenmaler Albert de Badrihaye, der zahlreiche Wappen im Landkreis Cuxhaven erschaffen hat.
| Wappen von Laven | Blasonierung: „In Blau eine gestielte, gold-besamte, silberne Seerose, rechts und links von einem gestielten Seerosenblatt begleitet, alles aus einem silbernen, welligen, zweimal geteilten Schildfuß wachsend.“ |
| Wappen von Laven | Wappenbegründung: Das Wappen weist auf den Lavener See hin. |

## Wirtschaft und Infrastruktur

### Vereine
- Angelsportverein Wehden-Laven e. V.

### Verkehr
Laven wurde 1949 durch die Omnibuslinie B der Verkehrsgesellschaft Bremerhaven AG (VGB) über Spaden nach Lehe durch den ÖPNV erschlossen. Die Ortschaft wird durch ein Anruf-Sammel-Taxi (AST) bedient. Dieses AST verkehrt an allen Tagen der Woche (auch Schulferien).

## Persönlichkeiten
Personen, die mit dem Ort in Verbindung stehen
- Johann Jakob Hoops (1840–1916), Lehrer und Pädagoge, war 1855 Gehilfslehrer in Laven
- Friedrich Husmann (1877–1950), Lehrer und Heimatdichter, wurde 1897 Lehrer in Laven

## Sagen und Legenden
- Die Zwerge im Löhberg[17]